# Stalag (groupe)
Pour les articles homonymes, voir Stalag.
Stalag est un groupe de punk rock français, originaire de Bordeaux en 1978 et dissous en 1982.

## Biographie
Stalag est formé à Bordeaux en 1978. Il est le premier groupe de punk bordelais. Le groupe rencontre tout de suite le succès. Dans un article du magazine Best, Michel Embareck écrit : « Stalag c'est aussi bien que The Damned sur disque et aussi fou que les Stooges sur scène ». Mais la vie du groupe sera de courte durée car quatre années plus tard, en janvier 1982, c'est la séparation. Par la suite, le leader Thierry Tuborg deviendra écrivain. Entre 2004 et 2008, il chante dans un nouveau groupe, Stalingrad. 
Vingt-trois ans après leur séparation, le 22 janvier 2005, le groupe Stalag se reforme pour donner un concert exceptionnel à la Rock School Barbey à Bordeaux. En septembre 2007, le label parisien Mémoire Neuve fait paraître Dernier Cri, un album 33 tours réunissant quinze titres de Stalag (titres enregistrés au Studio Adama en 1979 et au Studio Isis en 1980, ainsi que des titres enregistrés Live en 1980).

## Membres
- Thierry Tuborg (à l'époque Thierry Heineken) - chant
- Vincent « Tungstène » Simonacci - guitare
- Beber Belliard - basse (durant les premiers mois, le bassiste était Richard « Spleen » Brousse, cofondateur de Stalag, qui rejoindra Strychnine)
- Jean de Rivière - batterie

## Discographie
- 1981 : Date limite de vente, Secrets (BX05, 1981 ; 45 tours)
- 2007 : Dernier cri (Mémoire Neuve, septembre 2007 ; 33 tours)

## Apparitions
- Date limite de vente, Killed by Death n° 007
- Dernier Cri, Bordeaux Rock 1977-1987